# Formiga-quicacá
Acromyrmex rugosus é uma espécie de formiga-cortadeira, uma formiga do Novo Mundo pertencente ao gênero Acromyrmex, na subfamília Myrmicinae. Esta é uma das espécies de formigas da tribo Attini que é conhecida por cultivar fungos em suas colônias.

## Subespécies
- Acromyrmex rugosus rochai (Forel, 1904)
- Acromyrmex rugosus santschii (Forel, 1911)